# Совка сокиркова
Совка сокиркова (Periphanes delphinii) — вид комах з родини Noctuidae.

## Морфологічні ознаки
Розмах крил — 24-36 мм. Основний фон передніх крил являє суміш світлого і темнофіалково-рожевого відтінків, поперечні смуги фіалково-червоні. Задні крила білуваті з темними жилками та бурувато-сірою поперечною смугою біля зовнішнього краю, торочка світла.

## Поширення
Середземноморський вид, поширений в Європі крім півночі, на Кавказі та півдні Уралу і Приуралля, в Малій, Передній та Центральній Азії, Північній Африці.
В Україні зустрічається майже всюди.

## Особливості біології
У степових районах дає 2 покоління на рік. Метелики 1 генерації літають з кінця квітня до червня, другої — у липні-вересні. Гусінь живиться квітками та плодами сокирок і аконітів. Зимує лялечка у ґрунті. Зустрічається на луках, остепнених схилах пагорбів та гір, в парках, садах тощо.

## Загрози та охорона
Загрози: розорювання степів, лук, застосування пестицидів у садах та парках, надмірне випасання худоби на луках.
Охорона не здійснюється. Треба зберегти степові і лучні ділянки, обмежити випасання худоби, викошування трави, заборонити застосування пестицидів у місцях перебування виду.